# Skoghall
Skoghall este un oraș în Suedia.

## Demografie
| \| Evoluția demografică a zonei urbane Skoghall, 1970–2015 \| Evoluția demografică a zonei urbane Skoghall, 1970–2015 \| Evoluția demografică a zonei urbane Skoghall, 1970–2015 \| Evoluția demografică a zonei urbane Skoghall, 1970–2015 \| Evoluția demografică a zonei urbane Skoghall, 1970–2015 \| \| --------------------------------------------------------------------------------------- \| ------------------------------------------------------- \| ------------------------------------------------------- \| ------------------------------------------------------- \| ------------------------------------------------------- \| \| An \| \| \| Locuitori \| \| \| 1970 \| 1970 \| \| 9.870 \| 9.870 \| \| 1975 \| 1975 \| \| 9.914 \| 9.914 \| \| 1980 \| 1980 \| \| 11.304 \| 11.304 \| \| 1990 \| 1990 \| \| 12.525 \| 12.525 \| \| 1995 \| 1995 \| \| 12.898 \| 12.898 \| \| 2000 \| 2000 \| \| 12.742 \| 12.742 \| \| 2005 \| 2005 \| \| 12.810 \| 12.810 \| \| 2010 \| 2010 \| \| 13.265 \| 13.265 \| \| 2015 \| 2015 \| \| 13.605 \| 13.605 \| \| Sursa: SCB - Statistika Centralbyrån, Folkmängden per tätort. Vart femte år 1960 - 2016 \| \| \| \| \| |      |  |           |        |
| Evoluția demografică a zonei urbane Skoghall, 1970–2015 |      |  |           |        |
| An |      |  | Locuitori |        |
| 1970 | 1970 |  | 9.870     | 9.870  |
| 1975 | 1975 |  | 9.914     | 9.914  |
| 1980 | 1980 |  | 11.304    | 11.304 |
| 1990 | 1990 |  | 12.525    | 12.525 |
| 1995 | 1995 |  | 12.898    | 12.898 |
| 2000 | 2000 |  | 12.742    | 12.742 |
| 2005 | 2005 |  | 12.810    | 12.810 |
| 2010 | 2010 |  | 13.265    | 13.265 |
| 2015 | 2015 |  | 13.605    | 13.605 |
| Sursa: SCB - Statistika Centralbyrån, Folkmängden per tätort. Vart femte år 1960 - 2016 |      |  |           |        |